# Campionat d'Europa de corfbol 2010
El Campionat d'Europa 2010 de corfbol es va disputar als Països Baixos entre el 22 i el 31 d'octubre, amb la participació de 16 seleccions nacionals de corfbol.
La selecció dels Països Baixos va guanyar el seu quart campionat d'Europa.

## Primera fase
La fase de grups es va jugar a les ciutats de Ljouwert (A), Tilburg (B), Almelo (C) i La Haia (D).
| GRUP A        | Pts | J | G | P | CF  | CC  | DC  |
| ------------- | --- | - | - | - | --- | --- | --- |
| Països Baixos | 9   | 3 | 3 | 0 | 122 | 24  | +98 |
| Alemanya      | 6   | 3 | 2 | 1 | 65  | 60  | +5  |
| Hongria       | 3   | 3 | 1 | 2 | 41  | 78  | -37 |
| Sèrbia        | 0   | 3 | 0 | 3 | 37  | 103 | -66 |

| GRUP B    | Pts | J | G | P | CF  | CC | DC  |
| --------- | --- | - | - | - | --- | -- | --- |
| Bèlgica   | 9   | 3 | 3 | 0 | 102 | 31 | +71 |
| Catalunya | 6   | 3 | 2 | 1 | 70  | 41 | +29 |
| Polònia   | 3   | 3 | 1 | 2 | 31  | 72 | -41 |
| Escòcia   | 0   | 3 | 0 | 3 | 27  | 86 | -59 |

| 22/10/10 | Hongria       | 22–16 Arxivat 2010-10-25 a Wayback Machine. | Sèrbia   |
| 22/10/10 | Països Baixos | 36–8 Arxivat 2010-10-23 a Wayback Machine.  | Alemanya |
| 23/10/10 | Alemanya      | 36–13 Arxivat 2010-10-28 a Wayback Machine. | Sèrbia   |
| 23/10/10 | Països Baixos | 41–8 Arxivat 2010-10-26 a Wayback Machine.  | Hongria  |
| 24/10/10 | Alemanya      | 21–11 Arxivat 2010-10-27 a Wayback Machine. | Hongria  |
| 24/10/10 | Països Baixos | 45–8 Arxivat 2010-10-27 a Wayback Machine.  | Sèrbia   |

| 22/10/10 | Catalunya | 35–7 Arxivat 2010-10-26 a Wayback Machine.  | Escòcia   |
| 22/10/10 | Bèlgica   | 38–10 Arxivat 2010-10-29 a Wayback Machine. | Polònia   |
| 23/10/10 | Polònia   | 16–11 Arxivat 2010-10-29 a Wayback Machine. | Escòcia   |
| 23/10/10 | Bèlgica   | 29–12 Arxivat 2010-10-26 a Wayback Machine. | Catalunya |
| 24/10/10 | Catalunya | 23–5 Arxivat 2010-10-27 a Wayback Machine.  | Polònia   |
| 24/10/10 | Bèlgica   | 35–9 Arxivat 2010-10-27 a Wayback Machine.  | Escòcia   |

| GRUP C   | Pts | J | G | P | CF | CC | DC  |
| -------- | --- | - | - | - | -- | -- | --- |
| Txèquia  | 9   | 3 | 3 | 0 | 85 | 33 | +52 |
| Portugal | 6   | 2 | 2 | 1 | 67 | 38 | +29 |
| Gal·les  | 3   | 3 | 1 | 2 | 33 | 75 | -42 |
| Turquia  | 0   | 2 | 0 | 2 | 31 | 70 | -39 |

| GRUP D     | Pts | J | G | P | CF | CC | DC  |
| ---------- | --- | - | - | - | -- | -- | --- |
| Rússia     | 9   | 3 | 3 | 0 | 65 | 50 | +15 |
| Anglaterra | 6   | 3 | 2 | 1 | 75 | 38 | +37 |
| Irlanda    | 2   | 3 | 1 | 2 | 32 | 53 | -21 |
| Eslovàquia | 1   | 3 | 0 | 3 | 33 | 64 | -31 |

| 22/10/10 | Portugal | 20–9 Arxivat 2010-10-29 a Wayback Machine.  | Turquia  |
| 22/10/10 | Txèquia  | 32–7 Arxivat 2010-10-23 a Wayback Machine.  | Gal·les  |
| 23/10/10 | Portugal | 30–9 Arxivat 2010-10-24 a Wayback Machine.  | Gal·les  |
| 23/10/10 | Txèquia  | 33–9 Arxivat 2010-10-23 a Wayback Machine.  | Turquia  |
| 24/10/10 | Gal·les  | 17–13 Arxivat 2010-10-24 a Wayback Machine. | Turquia  |
| 24/10/10 | Txèquia  | 20–17 Arxivat 2010-10-23 a Wayback Machine. | Portugal |

| 22/10/10 | Anglaterra | 24–6 Arxivat 2010-10-23 a Wayback Machine.      | Irlanda    |
| 22/10/10 | Rússia     | 23–14 Arxivat 2010-10-29 a Wayback Machine.     | Eslovàquia |
| 23/10/10 | Anglaterra | 27–6 Arxivat 2010-10-23 a Wayback Machine.      | Eslovàquia |
| 23/10/10 | Rússia     | 16–12 Arxivat 2010-10-26 a Wayback Machine.     | Irlanda    |
| 24/10/10 | Eslovàquia | 13–14 Arxivat 2010-10-27 a Wayback Machine.(gg) | Irlanda    |
| 24/10/10 | Rússia     | 26–24 Arxivat 2010-10-23 a Wayback Machine.     | Anglaterra |

## Segona fase
Els partits de la segona fase es van jugar a Rotterdam.

### Llocs 1 a 8
- Es formen 2 grups amb les 2 millors seleccions de cada grup de la primera fase, conservant-se el resultat entre les dues seleccions del mateix grup.

| GRUP E        | Pts | J | G | P | CF  | CC | DC  |
| ------------- | --- | - | - | - | --- | -- | --- |
| Països Baixos | 9   | 3 | 3 | 0 | 109 | 26 | +83 |
| Alemanya      | 6   | 3 | 2 | 1 | 49  | 72 | -23 |
| Rússia        | 3   | 3 | 1 | 2 | 63  | 89 | -26 |
| Anglaterra    | 0   | 3 | 0 | 3 | 41  | 75 | -34 |

| GRUP F    | Pts | J | G | P | CF | CC | DC  |
| --------- | --- | - | - | - | -- | -- | --- |
| Bèlgica   | 9   | 3 | 3 | 0 | 96 | 43 | +53 |
| Txèquia   | 5   | 3 | 2 | 1 | 53 | 69 | -16 |
| Portugal  | 3   | 3 | 1 | 2 | 58 | 64 | -6  |
| Catalunya | 1   | 3 | 0 | 3 | 41 | 72 | -31 |

| 26/10/10 | Alemanya      | 26–25 Arxivat 2010-10-29 a Wayback Machine. | Rússia     |
| 26/10/10 | Països Baixos | 34–6 Arxivat 2010-10-29 a Wayback Machine.  | Anglaterra |
| 27/10/10 | Alemanya      | 15–11 Arxivat 2010-10-29 a Wayback Machine. | Anglaterra |
| 27/10/10 | Països Baixos | 39–12 Arxivat 2010-10-29 a Wayback Machine. | Rússia     |

| 26/10/10 | Catalunya | 17–18 Arxivat 2010-10-27 a Wayback Machine.gg | Txèquia  |
| 26/10/10 | Bèlgica   | 32–16 Arxivat 2010-10-29 a Wayback Machine.   | Portugal |
| 27/10/10 | Catalunya | 12–25 Arxivat 2010-10-27 a Wayback Machine.   | Portugal |
| 27/10/10 | Bèlgica   | 35–15 Arxivat 2010-10-29 a Wayback Machine.   | Txèquia  |

### Llocs 9 a 16
- Es formen 2 grups amb les 2 darreres seleccions de cada grup de la primera fase, conservant-se el resultat entre les dues seleccions del mateix grup.

| GRUP G     | Pts | J | G | P | CF | CC | DC  |
| ---------- | --- | - | - | - | -- | -- | --- |
| Hongria    | 9   | 3 | 3 | 0 | 53 | 37 | +16 |
| Irlanda    | 5   | 3 | 2 | 1 | 43 | 37 | +6  |
| Eslovàquia | 4   | 3 | 1 | 2 | 36 | 44 | -8  |
| Sèrbia     | 0   | 3 | 0 | 3 | 39 | 53 | -14 |

| GRUP H  | Pts | P | W | L | PF | PA | DP  |
| ------- | --- | - | - | - | -- | -- | --- |
| Polònia | 9   | 3 | 3 | 0 | 56 | 30 | +26 |
| Gal·les | 6   | 3 | 2 | 1 | 47 | 45 | +2  |
| Turquia | 3   | 3 | 1 | 2 | 35 | 52 | -17 |
| Escòcia | 0   | 3 | 0 | 3 | 38 | 49 | -11 |

| 26/10/10 | Hongria | 17–8 Arxivat 2010-10-29 a Wayback Machine.  | Eslovàquia |
| 26/10/10 | Sèrbia  | 10–16 Arxivat 2010-10-29 a Wayback Machine. | Irlanda    |
| 27/10/10 | Hongria | 14–13 Arxivat 2010-10-29 a Wayback Machine. | Irlanda    |
| 27/10/10 | Sèrbia  | 13–15 Arxivat 2010-10-29 a Wayback Machine. | Eslovàquia |

| 26/10/10 | Polònia | 23-7 Arxivat 2010-10-29 a Wayback Machine.  | Turquia |
| 26/10/10 | Escòcia | 15–18 Arxivat 2010-10-29 a Wayback Machine. | Gal·les |
| 27/10/10 | Polònia | 17–12 Arxivat 2010-10-29 a Wayback Machine. | Gal·les |
| 27/10/10 | Escòcia | 12–15 Arxivat 2010-10-29 a Wayback Machine. | Turquia |

## Fase final

### Llocs 13 a 16

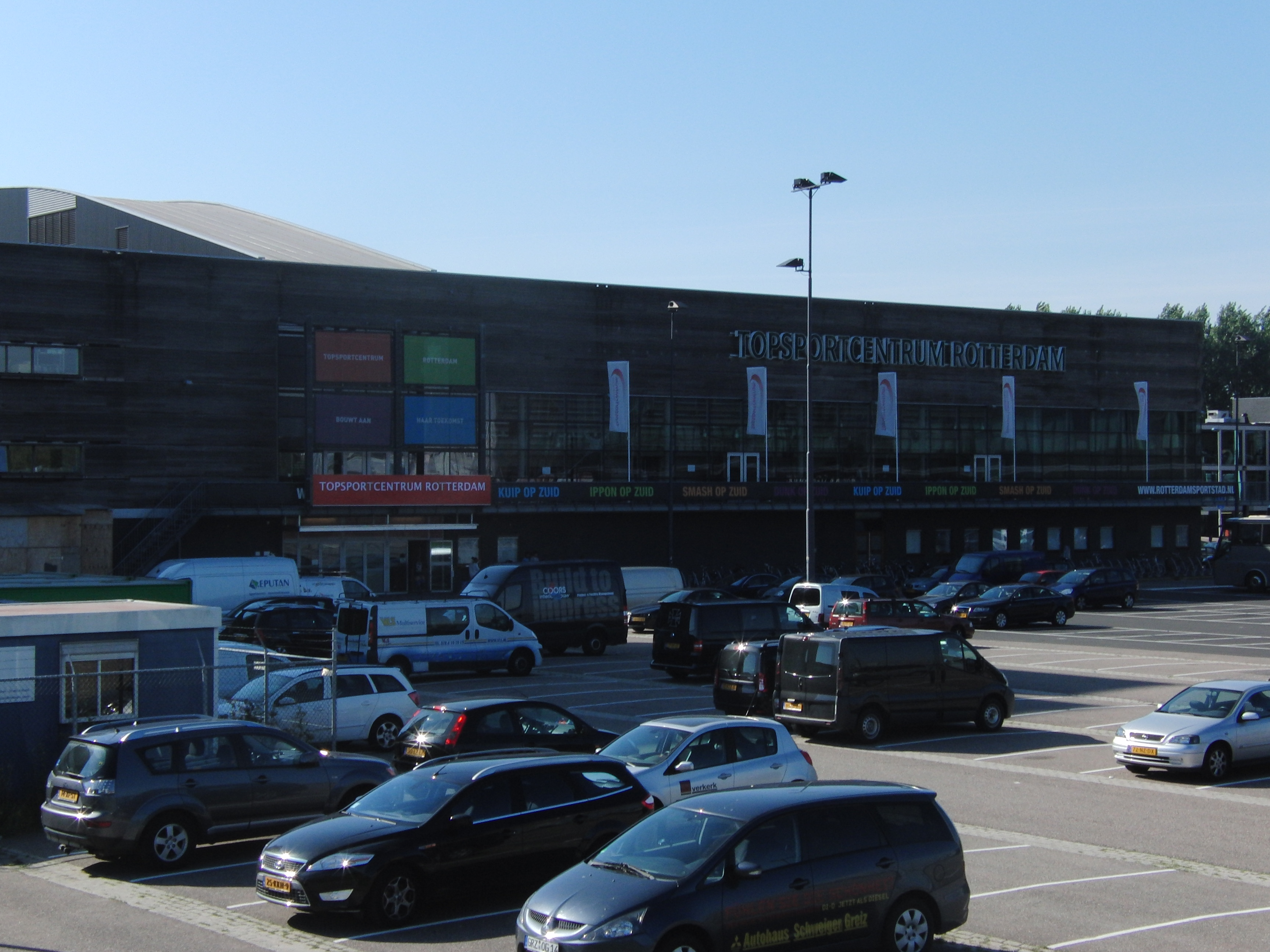
Topsportcentrum de Rotterdam

Els partits es van jugar al Topsportcentrum de Rotterdam.
|  | Llocs 13 a 16 | Llocs 13 a 16 |    |              | Llocs 13 i 14 | Llocs 13 i 14 |
|  |               |               |    |              |               |               |
|  | 28 d'octubre  |               |    |              |               |               |
|  | Eslovàquia    | 20            |    |              |               |               |
|  | Escòcia       | 15            |    |              |               |               |
|  |               |               |    |              |               |               |
|  |               |               |    |              | 30 d'octubre  |               |
|  |               |               |    |              | Eslovàquia    | 21            |
|  |               | Sèrbia        | 14 |              |               |               |
|  |               |               |    |              |               |               |
|  |               |               |    |              |               |               |
|  |               |               |    |              | Llocs 15 i 16 |               |
|  | 28 d'octubre  | 28 d'octubre  |    | 30 d'octubre | 30 d'octubre  |               |
|  | Sèrbia        | 23            |    | Escòcia      | 16            |               |
|  | Turquia       | 12            |    |              | Turquia       | 12            |

### Llocs 9 a 12
Els partits es van jugar al Topsportcentrum de Rotterdam.
|  | Llocs 9 a 12 | Llocs 9 a 12 |       |              | Llocs 9 i 10  | Llocs 9 i 10 |
|  |              |              |       |              |               |              |
|  | 28 d'octubre |              |       |              |               |              |
|  | Hongria      | 18           |       |              |               |              |
|  | Gal·les      | 14           |       |              |               |              |
|  |              |              |       |              |               |              |
|  |              |              |       |              | 30 d'octubre  |              |
|  |              |              |       |              | Hongria       | 19           |
|  |              | Polònia      | 20 gg |              |               |              |
|  |              |              |       |              |               |              |
|  |              |              |       |              |               |              |
|  |              |              |       |              | Llocs 11 i 12 |              |
|  | 28 d'octubre | 28 d'octubre |       | 30 d'octubre | 30 d'octubre  |              |
|  | Irlanda      | 18           |       | Gal·les      | 11            |              |
|  | Polònia      | 21           |       |              | Irlanda       | 10           |

### Llocs 5 a 8

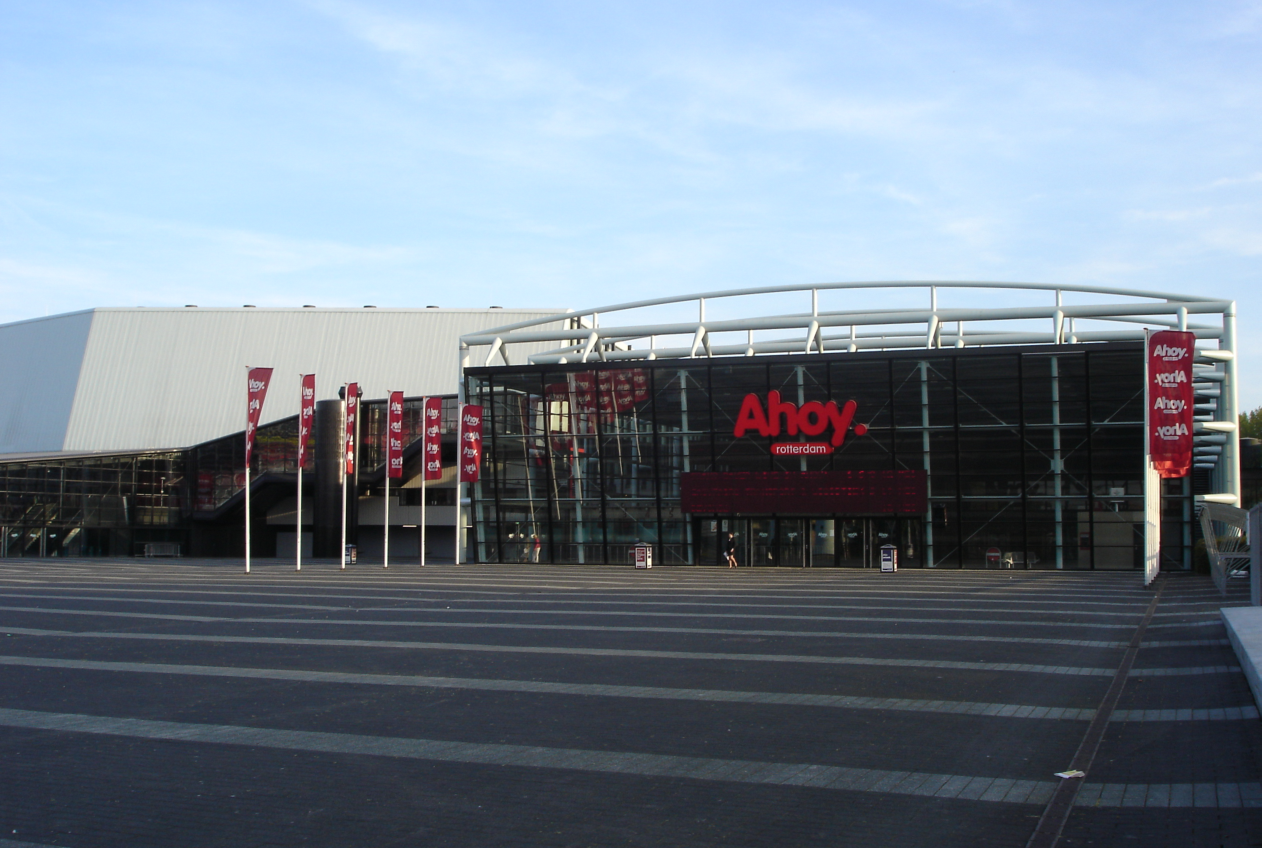
Pavelló Ahoy, Rotterdam

Els partits es van jugar al pavelló AHOY de Rotterdam.
|  | Llocs 5 a 8  | Llocs 5 a 8  |    |              | Llocs 5 i 6  | Llocs 5 i 6 |
|  |              |              |    |              |              |             |
|  | 29 d'octubre |              |    |              |              |             |
|  | Rússia       | 15           |    |              |              |             |
|  | Catalunya    | 19           |    |              |              |             |
|  |              |              |    |              |              |             |
|  |              |              |    |              | 31 d'octubre |             |
|  |              |              |    |              | Catalunya    | 21          |
|  |              | Anglaterra   | 16 |              |              |             |
|  |              |              |    |              |              |             |
|  |              |              |    |              |              |             |
|  |              |              |    |              | Llocs 7 i 8  |             |
|  | 29 d'octubre | 29 d'octubre |    | 31 d'octubre | 31 d'octubre |             |
|  | Anglaterra   | 17           |    | Rússia       | 15           |             |
|  | Portugal     | 15           |    |              | Portugal     | 23          |

### Semifinals
Els partits es van jugar al pavelló AHOY de Rotterdam.
|  | Semifinals    | Semifinals    |    |              | Final        | Final |
|  |               |               |    |              |              |       |
|  | 29 d'octubre  |               |    |              |              |       |
|  | Alemanya      | 11            |    |              |              |       |
|  | Bèlgica       | 34            |    |              |              |       |
|  |               |               |    |              |              |       |
|  |               |               |    |              | 31 d'octubre |       |
|  |               |               |    |              | Bèlgica      | 21    |
|  |               | Països Baixos | 25 |              |              |       |
|  |               |               |    |              |              |       |
|  |               |               |    |              |              |       |
|  |               |               |    |              | Llocs 3 i 4  |       |
|  | 29 d'octubre  | 29 d'octubre  |    | 31 d'octubre | 31 d'octubre |       |
|  | Txèquia       | 11            |    | Alemanya     | 11           |       |
|  | Països Baixos | 36            |    |              | Txèquia      | 18    |

| Països Baixos          |
| Campions PAÏSOS BAIXOS |